# Лар (Графство Бентхайм)
Лар (нем. Laar) — община в Германии, в земле Нижняя Саксония.
Входит в состав района Графство Бентхайм. Подчиняется управлению Эмлихгайм. Население составляет 2169 человек (на 31 декабря 2010 года). Занимает площадь 51,01 км².
| Год  | Население |
| ---- | --------- |
| 1990 | 2084      |
| 1995 | 2090      |
| 2000 | 2093      |
| 2005 | 2213      |
| 2010 | 2203      |